# Omro, Wisconsin
Omro là một thành phố thuộc quận Winnebago, tiểu bang Wisconsin, Hoa Kỳ. Năm 2000, dân số của thành phố này là 3177 người.